# Bländarautomatik

Typisk av driftlägesratt på en digitalkamera. Positionen S (Shutter priority) anger förvald slutartid eller automatisk slutare. Förkortningen Tv (Time value) är också vanlig.

Vattenfall fotograferat med olika slutartider (nedre högra hörnet)

Bländarautomatik, även kallad slutartidsförval är en funktion på kameran där fotografen väljer slutartid och kameran ställer in lämplig bländare. 
Är oftast markerad med bokstaven S på kamerans inställningsratt efter den engelska benämningen shutter priority.